# Саарверден (графство)

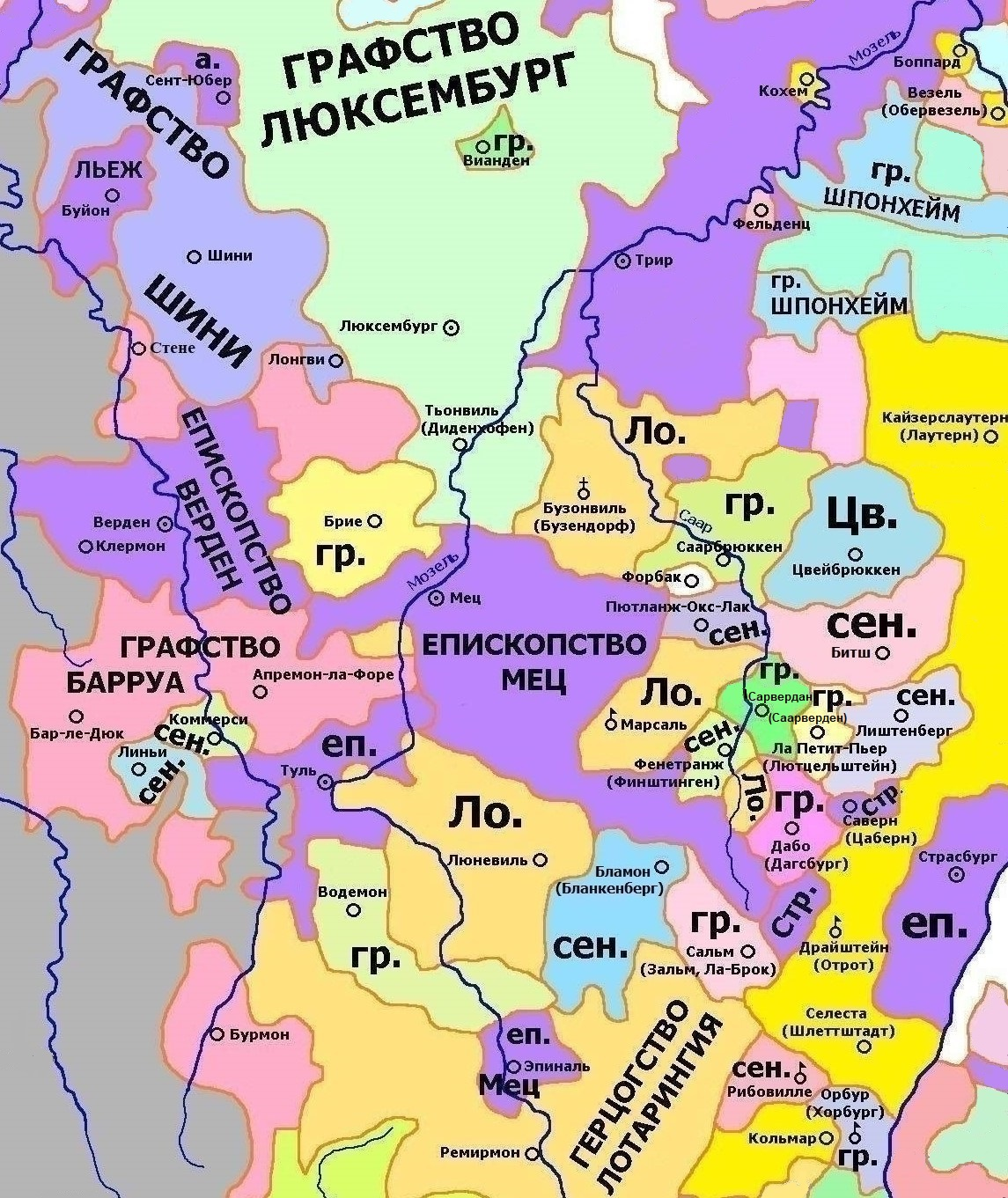
Графство Саарверден (зелёным)

Саарверден — графство в составе Священной Римской империи. Впервые графство было упомянуто в 1125 году и первоначально включало районы в верхнем Сааре и среднем Блисе. Первоначально резиденцией правителя был одноимённый замок Саарверден. Позже столицей стал город Боккенхайм (часть нынешнего Сарре-Юниона, расположенный на правом берегу Саара). Сегодня основная часть бывшего графства принадлежит Кантону Ингвиллер в Нижнерейнском департаменте. Графы Саарвердена впервые появляются в хрониках в 1125 году как ветвь графов Мец-Люневиль. В момент разделения рода, граф Фридрих I и его брат Готфрид, граф Блискатель получили следующие уделы: Собственное княжество в верхнем Сааре и средней Блисе, плюс вотчину из в замке Киркель, и Мец ленами Саарвердена и Бокенхейма. В 1131 году граф Фридрих I и его жена Гертруда основали монастырь Вёршвайлер как домашний монастырь.
При разделении 1212/1214 года граф Людвиг III получил владения в верхнем Сааре, в то время как его брат Генрих I захватил замок Киркель и владения по обе стороны реки Бли и отныне называл себя «фон Киркель». С тех пор графство Саарверден сосредоточилось в долине Верхнего Саара вокруг Боккенхайма, которая была наделена муниципальными привилегиями в 1328 году.
Граф Генрих III умер в 1397 году. Саар остался без правителя и графство перешло через наследство и выкуп графам Моерсамам, которые смогли заявить свои претензии к епископу Мец-де-Куси, который хотел получить владения Меца в качестве поселения. В 1427 году были приобретены лордства Лар и Мальберг на правом берегу Рейна. «Графы Моерс-Саарверден» вымерли в 1527 году, а поскольку наследница Катарина вышла замуж за графа Иоганна Людвига фон Нассау-Саарбрюккена в 1507 году, графство Саарверден перешло к графству Нассау-Саарбрюккен. Сыновья Иоганна Людвига, Иоганн и Адольф, разделили владение в 1556 году и Иоганн получил графства Саарбрюккен и Отвейлер, Адольф Саарверден и Лар.
Поскольку оба графа умерли бездетными один за другим, а более старая линия Нассау-Саарбрюккена вымерла в 1574 году, оба округа перешли к протестантскому дому Нассау-Вайльбург, который ввел Реформацию в Саарбрюккене, на этот раз официально с введением из церковных правил. Вслед за этим герцогство Лотарингия переехало в Боккенхайм и Саарверден в качестве оседлых вотчин, против которых Саарбрюккены подали в Имперский суд. В 1629 году было решено, что графство около Нассау-Саарбрюккена, но города Боккенхайм и Саарверден, должно остаться с Лотарингией. После заключения Рейсвейкского мира в 1697 году графы Нассау-Саарбрюккена основали напротив старой, бывшей столицы Бокенхайм на левом берегу Саара новую столицу под названием Ной-Саарверден. После окончания феодального периода в 1794 году оба города были объединены в город Сараар-Юнион.
Две трети бывшего уезда, Оберамт-Харскирхен с 27 деревнями, перешли в Нассау-Саарбрюккен в 1745 году с реальным разделом собственности, а треть пришла в Нассау-Вайльбург с городом Ной-Саарверден и десятью деревнями. В 1793 году эти два города были заняты французскими революционными войсками и распущены в соответствии с новым законом. После аннексии всего региона революционной Францией жители потребовали административного подключения новообразованных кантонов к протестантскому Эльзасу вместо преимущественно католической Лотарингии. Бывшее графство Саарверден было почти полностью поглощено тем, что сейчас известно как «Кривой Эльзас».